# Giovinezza (hymne étudiant)
Pour les articles homonymes, voir Giovinezza.
Il Commiato (Les Adieux), connu par son refrain sous le nom usuel de Giovinezza (Jeunesse) est un célèbre hymne de la Goliardia de Turin écrit par le poète italien Nino Oxilia en 1909 et mis en musique par Giuseppe Blanc. 

## Histoire
Cet hymne fut rédigé précisément en qualité d'Inno dei Laureandi in Giurisprudenza dell'Università di Torino (Hymne des lauréats en jurisprudence de l'université de Turin). Très apprécié par les goliards turinois, ceux-ci le firent imprimer à leur frais à 150 exemplaires. Son succès a vite dépassé le milieu universitaire. Des musiques militaires italiennes l'ajoutèrent à leur répertoire et l'interprétèrent lors de concerts publics où se mêlaient airs patriotiques et musiques distractives, comme le faisaient à l'époque les musiques militaires de divers pays. 
L'air fut réutilisé avec d'autres paroles pour un hymne écrit pour les Arditi (commandos italiens) durant la Grande Guerre à laquelle l'Italie participa du 23 mai 1915 au 4 novembre 1918. 
Cette pratique de reprendre un air connu pour y placer de nouvelles paroles était jadis courante, pas seulement en Italie. En France, par exemple, elle était habituelle dans les goguettes et on connaît un grand nombre de chants écrits sur l'air de La Marseillaise.
Nino Oxilia et Giuseppe Blanc participèrent à la Grande Guerre. Oxilia fut tué le 18 novembre 1917 au Monte Tomba. Blanc survécut, devint fasciste et composa de la musique pour ce mouvement.
La notoriété de la chanson goliarde Giovinezza a fait que son titre, son air et son refrain seront par la suite récupérés par le mouvement fasciste italien. Tout d'abord, en 1919-1921, avec l'hymne des Squadristi écrit par Marcello Manni, où, entre autres, le refrain d'origine :
| Giovinezza, giovinezza, primavera di bellezza per la vita, nell'asprezza il tuo canto squilla e va ! | Jeunesse, jeunesse printemps de beauté dans la vie âpre ton chant résonne et s'en va. |

sera remplacé par :
| Giovinezza, giovinezza, primavera di bellezza : nel Fascismo è la salvezza della nostra libertà | Jeunesse, jeunesse printemps de beauté dans le Fascisme est le salut de notre liberté |

Avec de nouvelles paroles, toujours à la gloire du fascisme, cela donnera de 1924 à 1943 Giovinezza, hymne officiel du Parti national fasciste italien, rédigé par Salvator Gotta.
La célébrité de ce dernier hymne propagé par les autorités italiennes fascistes a le plus souvent fait oublier la chanson originale apolitique et qui célèbre avec nostalgie la fin des études et de la jeunesse.

## Paroles

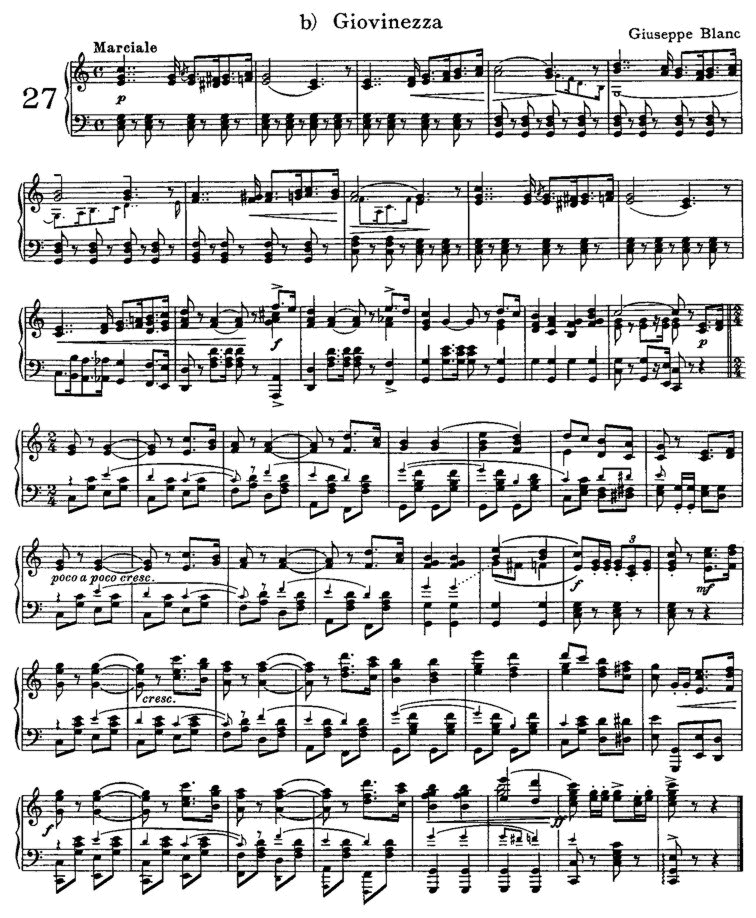
Partition de Giovinezza

| Son finiti i tempi lieti degli studi e degli amori; o compagni in alto i cuori, il passato salutiam. È la vita una battaglia è il cammino irto d'inganni; ma siam forti, abbiam vent'anni, l'avvenir non temiam. Giovinezza, giovinezza primavera di bellezza, della vita nell'asprezza il tuo canto squilla e va. Stretti stretti sotto braccio d'una piccola sdegnosa, trecce bionde, labbra rosa, occhi azzurri come il mar. Ricordate in primavera i crepuscoli vermigli tra le verdi ombre dei tigli i fantastici vagar. Giovinezza, giovinezza primavera di bellezza, della vita nell'asprezza il tuo canto squilla e va. Salve, nostra adolescenza, te commossi salutiamo, per la vita ce ne andiamo, il tuo riso cesserà. Ma se un dì udremo un grido dei fratelli non redenti alla morte sorridenti il nemico ci vedrà. Giovinezza, giovinezza primavera di bellezza, della vita nell'asprezza il tuo canto squilla e va. | Ils sont finis les jours joyeux des études et des amours ô compagnons haut les cœurs saluons le passé. La vie est un combat est le chemin est semé d'embûches mais nous sommes forts, nous avons vingt ans l'avenir est à nous. Jeunesse, jeunesse printemps de beauté dans la vie âpre ton chant résonne et s'en va. Très serrée sous son bras une petite dédaigneuse tresses blondes, lèvres roses yeux aussi bleus que la mer. Rappelez-vous au printemps les crépuscules pourpres parmi les ombres vertes des tilleuls les fantastiques errances. Jeunesse, jeunesse printemps de beauté dans la vie âpre ton chant résonne et s'en va. Salut à notre adolescence nous saluons ton départ par la vie nous allons ton visage va s'effacer. Mais si le cri nous appelle des frères d'au delà des frontières à la mort allant en souriant l'ennemi nous verra. Jeunesse, jeunesse printemps de beauté dans la vie âpre ton chant résonne et s'en va. |